# شاپرک‌های آشفته
شاپرک‌های آشفته (نام علمی: Metachanda) نام یک سرده از راسته پروانه‌سانان است.